# Thrasher

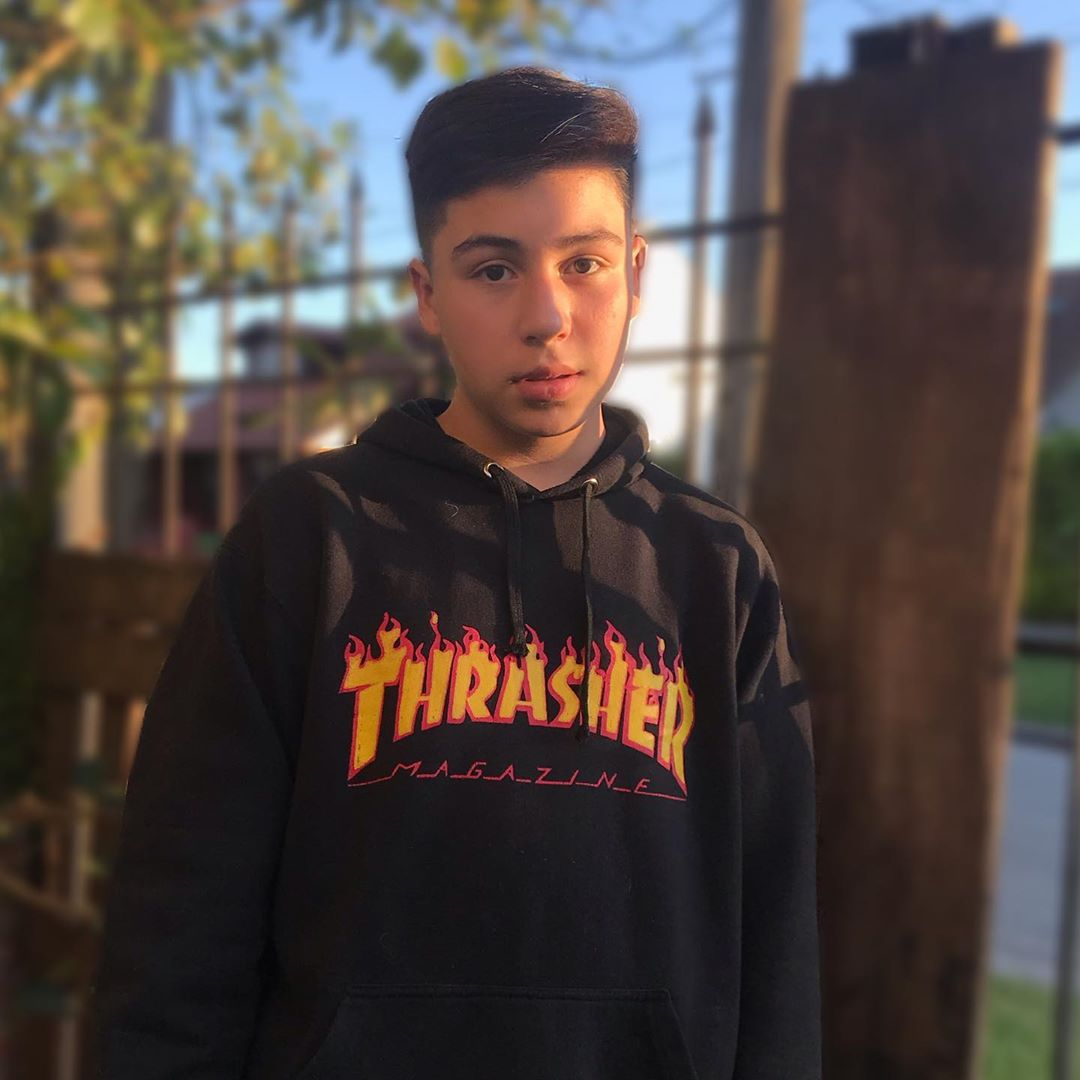
Skater noszący bluzę z charakterystycznym logo marki

Thrasher to amerykańska marka medialna związana z kulturą skateboardingu, założona w styczniu 1981 roku przez Erica Swensona i Fausto Vitello, którzy wcześniej stworzyli także firmę Independent Truck Company. Thrasher początkowo wystartował jako magazyn poświęcony deskorolce. Od lat 90. Thrasher rozszerzył swoją działalność na telewizję, produkcję wideo, blogowanie w internecie oraz sprzedaż odzieży i gadżetów.

## Historia
Thrasher został założony w 1981 roku przez Fausto Vitello i Erica Swensona, głównie jako sposób na promowanie ich firmy produkującej trucki do deskorolek Independent Truck Company. Pierwszym redaktorem magazynu był Kevin Thatcher. Drugim członkiem zespołu został Mörizen Föche, znany jako Mofo który był fotografem, grafikiem, ilustratororem, dziennikarzem, zastępcą wydawcy i dyrektorem generalny — który dołączył do Thatchera w połowie 1981 roku.
W 1989 roku Cara-Beth Burnside została pierwszą kobietą, która pojawiła się na okładce magazynu Thrasher.
W 2016 roku Mofo został wprowadzony do Skateboarding Hall of Fame.
W 1993 roku Jake Phelps został mianowany redaktorem naczelnym magazynu Thrasher. Wprowadzając do świata image punk-skatera poprzez swoje fotoreportaże, Jake Phelps zmienił charakter Thrashera, a tym samym wpłynął na całą subkulturę skateboardingu. W 1999 roku magazyn sponsorował grę na PlayStation zatytułowaną Thrasher Presents: Skate and Destroy. Syn Vitello, Tony, przejął właścicielstwo magazynu po śmierci ojca na zawał serca w 2006 roku, natomiast Swenson zmarł w wyniku samobójstwa w 2011 roku. a 14 marca 2019 roku zmarł długoletni redaktor Jake Phelps.
W 2017 roku Thrasher został wprowadzony do Skateboarding Hall of Fame
Firma jest również właścicielem i operatorem hali Double Rock oraz sklepu deskorolkowego 66 6th w San Francisco.
Michael Burnett jest obecnym redaktorem naczelnym magazynu.

## Strona internetowa
Strona internetowa magazynu regularnie udostępnia nowe odcinki różnych segmentów oraz prowadzi forum, na którym zarejestrowani użytkownicy mogą uczestniczyć w dyskusjach online.
Do segmentów należą:
```
  Burnout – długo działający fotograficzny blog prowadzony przez starszego fotografa redakcji, Michaela Burnetta
[
12
]
```

```
  Double Rock
[
13
]
```

```
  Firing Line
[
14
]
```

```
  Hall of Meat – materiały wideo pokazujące skateboardzistów, którzy doznają poważnych kontuzji podczas próby trików
[
15
]
```

```
  Skateline – prowadzony przez Gary’ego Rogersa
[
16
]
```

```
  Bru-Ray – filmy z tras nagrywane przez filmowca Thrasher Magazine, P-Stone’a
[
17
]
```

```
  My War – dogłębne materiały wideo śledzące indywidualnych skaterów i ich zmagania z wykonaniem ikonicznego lub słynnego triku
[
18
]
```

```
  Manramp – sześcioczęściowy serial z udziałem Manrampa, kultowego maskotki skateboardingu
[
19
]
```

```
 Thrasher DIY – seria pokazująca, jak budować skateparki i miejsca do jazdy na deskorolce metodą „zrób to sam” (
DIY
)
[
20
]
```

## Skater of the Year
Tytuł „Skater of the Year” jest przyznawany corocznie przez magazyn Thrasher. Tradycja ta rozpoczęła się w 1990 roku i do dziś pozostaje jednym z najbardziej prestiżowych wyróżnień w światowej kulturze skateboardingu. Tytuł ten przyznawany jest jednemu skaterowi każdego roku i ogłaszany przez redaktora Thrashera. Chris Cole, Danny Way, Tyshawn Jones oraz Jamie Foy to jedyni zawodnicy, którzy zdobyli to wyróżnienie dwukrotnie.
| Rok  | Skater of the Year  | Wiek | Pozycja | Team                    | Sponsor     |
| ---- | ------------------- | ---- | ------- | ----------------------- | ----------- |
| 1990 | Tony Hawk           | 22   | Goofy   | Powell Peralta          | Airwalk     |
| 1991 | Danny Way           | 17   | Regular | Plan B Skateboards      | DC          |
| 1992 | John Cardiel        | 19   | Goofy   | Black Label Skateboards | Vans        |
| 1993 | Salman Agah         | 21   | Regular | Real Skateboards        | Vans        |
| 1994 | Mike Carroll        | 19   | Goofy   | Girl Skateboards        | Vans        |
| 1995 | Chris Senn          | 23   | Regular | Adrenalin Skateboards   | Emerica     |
| 1996 | Eric Koston         | 21   | Goofy   | Girl Skateboards        | eS          |
| 1997 | Bob Burnquist       | 21   | Regular | Antihero Skateboards    | eS          |
| 1998 | Andrew Reynolds     | 20   | Regular | Birdhouse Skateboards   | Emerica     |
| 1999 | Brian Anderson      | 23   | Regular | Toy Machine             | Savier      |
| 2000 | Geoff Rowley        | 24   | Regular | Flip Skateboards        | Vans        |
| 2001 | Arto Saari          | 20   | Regular | Flip Skateboards        | eS          |
| 2002 | Tony Trujillo       | 20   | Regular | Antihero Skateboards    | Vans        |
| 2003 | Mark Appleyard      | 21   | Goofy   | Flip Skateboards        | Globe       |
| 2004 | Danny Way           | 30   | Regular | Alien Workshop          | DC          |
| 2005 | Chris Cole          | 23   | Regular | Zero Skateboards        | Fallen      |
| 2006 | Daewon Song         | 31   | Goofy   | Almost Skateboards      | DVS         |
| 2007 | Marc Johnson        | 30   | Regular | Chocolate Skateboards   | Lakai       |
| 2008 | Silas Baxter-Neal   | 24   | Goofy   | Habitat Skateboards     | adidas      |
| 2009 | Chris Cole          | 27   | Regular | Zero Skateboards        | Fallen      |
| 2010 | Leo Romero          | 24   | Regular | Toy Machine             | Emerica     |
| 2011 | Grant Taylor        | 20   | Goofy   | Alien Workshop          | Nike        |
| 2012 | David Gonzalez      | 22   | Goofy   | Flip Skateboards        | Globe       |
| 2013 | Ishod Wair          | 22   | Goofy   | Real Skateboards        | Nike        |
| 2014 | Wes Kremer          | 25   | Goofy   | SK8MAFIA                | DC          |
| 2015 | Anthony Van Engelen | 37   | Regular | Fucking Awesome         | Vans        |
| 2016 | Kyle Walker         | 22   | Goofy   | Real Skateboards        | Vans        |
| 2017 | Jamie Foy           | 21   | Regular | Deathwish Skateboards   | New Balance |
| 2018 | Tyshawn Jones       | 20   | Regular | Fucking Awesome         | adidas      |
| 2019 | Milton Martinez     | 28   | Goofy   | Creature Skateboards    | Converse    |
| 2020 | Mason Silva         | 24   | Regular | Real Skateboards        | Nike        |
| 2021 | Mark Suciu          | 29   | Goofy   | Habitat Skateboards     | adidas      |
| 2022 | Tyshawn Jones       | 24   | Regular | King Skateboards        | adidas      |
| 2023 | Miles Silvas        | 28   | Regular | Primitive Skateboarding | adidas      |
| 2024 | Jamie Foy           | 28   | Regular | Deathwish Skateboards   | New Balance |

## King of the Road
Od 2003 do 2007 roku Thrasher corocznie organizował konkurs skateboardowy King of the Road. W zawodach zespoły profesjonalnych skaterów otrzymywały „The Book” – książeczkę zawierającą serię wyzwań. Punkty przyznawano za wykonanie każdego z nich. Drużyny rywalizowały jednocześnie przez dwa tygodnie, podróżując po różnych amerykańskich miastach i starając się zaliczyć jak najwięcej zadań. Wszystkie te wydarzenia były wydawane na DVD.
W 2010 roku Thrasher wznowił coroczny konkurs, jednak od tej pory odcinki były publikowane na stronie internetowej magazynu, zamiast na DVD. W 2011 roku Thrasher wraz z marką Converse zorganizowali jednorazową edycję King of the Road w Chinach, w której wzięły udział cztery największe chińskie firmy produkujące decki do deskorolek. W 2016 roku sieć Viceland nabyła prawa do emisji King of the Road 2015 oraz wszystkich kolejnych edycji. Ostatni turniej King of the Road odbył się w 2017 roku.
W kwietniu 2020 roku redaktor naczelny Thrashera, Michael Burnett, poinformował, że decyzja Viceland o nieprzedłużaniu King of the Road na czwarty sezon, wraz z niedawnym odejściem poprzedniego redaktora naczelnego Jake’a Phelpsa, spowodowała zawieszenie konkursu. Istnieje jednak zamiar przywrócenia King of the Road w przyszłości, być może w innej formie.

## Skate Rock
Thrasher wydał serię kompilacji muzycznych zatytułowaną „Skate Rock” pod szyldem wytwórni High Speed Productions. Pomysł na tę serię wyszedł od Mofo. Pierwszy album, Volume One, ukazał się w 1983 roku, a seria trwała aż do Volume Eight w 1990 roku.
Seria skupiała się głównie na zespołach punkrockowych, z których większość tworzyli skateboardziści — w tym znani profesjonaliści i gwiazdy środowiska, tacy jak Steve Caballero, Tony Alva, Bob Denike, Brian Brannon, Mofo, Pushead, Chuck Treece oraz Claus Grabke.
Spośród siedmiu tomów serii Skate Rock, wszystkie zostały wydane na kasecie dostępnej przez magazyn. Niektóre z nich były także dostępne na płytach winylowych.
Thrasher zorganizował także wiele tras koncertowych pod nazwą „Skate Rock” zarówno w Stanach Zjednoczonych, jak i na całym świecie.